# پارنائوز چیکویلادزه
پارنائوز چیکویلادزه (گرجی: ფარნაოზ ჩიკვილაძე؛ ۱۴ آوریل ۱۹۴۱ – ۱۴ ژوئن ۱۹۶۶) جودوکار گرجی‌تبار اهل شوروی بود.
وی در مسابقات کشوری و بین‌المللی در مجموع برندهٔ ۱ مدال طلا، ۳ مدال نقره، ۱ مدال برنز شده‌است.